# Georges Hartmann
Georges Hartmann (París, 15 de maig de 1843 - París, 22 d'abril de 1900) fou un dramaturg i llibretista d'òpera francès que va escriure sota el nom de ploma de Henri Grémont.
Des del 1870 també fou un editor de música, publicant composicions de Jules Massenet. El maig de 1891 la seva casa editorial va fer fallida i va ser forçat a vendre-la a Henri Heugel que, subsegüentment (a través d'una fusió de 1980), esdevenia part de l'imperi editorial d'Alphonse Leduc.
Els llibrets de Hartmann inclouen Hérodiade (1881) i Werther (1892) de Massenet, "Château Brillon" (1892) de Silver, Madame Chrysanthème (1893) d'André Messager i L'Île du rêve (1898) Reynaldo Hahn.